# Spiro (Oklahoma)
Spiro ist eine Kleinstadt im Le Flore County im Osten des US-amerikanischen Bundesstaates Oklahoma. Das U.S. Census Bureau hat bei der Volkszählung 2020 eine Einwohnerzahl von 2.102 ermittelt.

## Geographie
Die nächstgelegene Großstadt Fort Smith im Bundesstaat Arkansas befindet sich ca. 25 Kilometer entfernt im Nordosten. Das Robert S. Kerr Reservoirs, ein beliebtes Freizeitgebiet, das Wassersport und Wanderwege sowie Angel- und Jagdaktivitäten bietet, beginnt in einer Entfernung von 20 Kilometern in nordwestlicher Richtung. Der Arkansas River tangiert die Randgebiete im Norden der Stadt. Die Hauptverkehrsstraßen U.S. Highway 59 bzw. U.S. Highway 271 verlaufen mitten durch die Stadt.
Die Spiro Mounds, eine bedeutende archäologische Kultstätte befinden sich etwa zehn Kilometer nördlich von Spiro.

## Geschichte
Erste Siedlungen in der Gegend wurden von den Choctaw-Indianern angelegt. Als die Kansas City, Pittsburg and Gulf  Railroad (später von der Kansas City Southern Railway übernommen) im Jahre 1896 eine Bahnstation am heutigen Ort Spiro in Betrieb nahm, siedelten sich dort auch andere Bevölkerungsgruppen an und entwickelten einen Warenumschlagsplatz. Der Name der Stadt wurde zu Ehren von Abram Spiro, einem Bankier aus Forth Smith angenommen. Andere Quellen geben als Namensgeber auch die Geburtsnamen der Frauen verdienter Bürger an. Im Jahre 1900 lebten 543 Menschen in Spiro. Die Einwohnerzahl stieg dann auf 2221 Personen im Jahre 1980.

## Demografische Daten
Im Jahre 2011 wurde eine Einwohnerzahl von 2171 Personen ermittelt, was eine Abschwächung um 2,5 % gegenüber dem Jahr 2000 bedeutet. Das Durchschnittsalter der Bewohner lag im Jahre 2011 mit 41,5 Jahren geringfügig über dem Durchschnittswert von Oklahoma, der 40,6 Jahre betrug. Der Anteil der Ureinwohner betrug rund 10 %.

## Söhne und Töchter der  Stadt
- Dallas Frazier (1939–2022), Country-Sänger